# Vefsn
Vefsn (en sami meridional: Vaapste) és un municipi situat al comtat de Nordland, Noruega. Té 13,448 habitants (2018) i la seva superfície és de 1,928.72 km². El centre administratiu del municipi és la ciutat de Mosjøen (població: 9,631 habitants). Els altres pobles de Vefsn són Drevvassbygda, Elsfjord, i Husvik.
Mosjøen, el centre administratiu de Vefsn, se situa al llarg de la part més interior del Vefsnfjorden. Fora de Mosjøen, el gran municipi de Vefsn està dominat pels boscos d'avets, les muntanyes, els llacs, l'agricultura i el riu Vefsna. El municipi és servit per l'aeroport de Mosjøen-Kjærstad.
La muntanya Lukttinden està situada a la part nord del municipi. Hi ha molts llacs grans a Vefsn, entre els quals hi ha Drevvatnet, Finnknevatnet, Fustvatnet, Hundålvatnet, Luktvatnet, Mjåvatnet i Ømmervatnet. El Parc Nacional de Lomsdal-Visten està parcialment situat a Vefsn. El municipi és, a més a més, un bon lloc per a l'observació d'ocells, sobretot a la reserva natural de Skjørlegda.